# 托洛萨 (尼萨)
托洛萨是葡萄牙波塔莱格雷区的一个堂区。总面积23.43平方公里，总人口1122人，人口密度47.9人/平方公里。